# どうですか歌謡曲
どうですか歌謡曲（どうですかかようきょく）は、1998年10月5日から2016年9月30日までニッポン放送が制作し、NRN系列30局で放送されていた最新歌謡曲紹介番組である。

## 概要
- 演歌歌手をゲストに迎えるゲストトークの週（月曜から金曜まで5回）と、増田みのり（ニッポン放送アナウンサー）による1人のみで進行する週を交互に繰り返す。
- 増田1人で進行する週では曜日ごとにコーナーを設けており、月曜・水曜はリスナーからのリクエストに応えるコーナー、火曜は全国のレコード店・CDショップの店長に聞く「店長注目の1枚」（店長と電話を繋ぐ）、木曜はリスナーからの出題に増田が答える「どうですかみのりさん」、金曜は番組が独自に選んだアーティストを紹介する「注目の1枚」で構成されている。また、1週通しで今週の1曲として冒頭に歌謡曲を流す。
- 制作局のニッポン放送では「ザ・ボイス そこまで言うか!」内（2012年1月9日 - 、月曜から木曜）、「望月理恵・上柳昌彦 金曜ブラボー」（2015年4月‐、金曜）で全国CMのみネットしている。また東海ラジオ放送もCMのみをネット受けしており、「山浦・深谷のヨヂカラ!」内の1コーナーとして、内容も独自制作となっている。
- 1998年10月から続いてきたこの番組だが、2016年9月30日をもって番組終了。18年の歴史に幕を閉じた。後番組として、10月3日から『あなたにハッピー・メロディ』が新たにスタートする[1]。

## ネット局
タイトルは各局の自主制作版も含めて同名のものとする。
全て月曜 - 金曜の放送。放送時間の早い順から記載。

### キー局の音源を使用している局
| 放送対象地域   | 放送局名                      | 放送時間      | 備考                                                                      |
| -------------- | ----------------------------- | ------------- | ------------------------------------------------------------------------- |
| 福島県         | ラジオ福島（rfc）             | 16:00 - 16:10 |                                                                           |
| 新潟県         | 新潟放送（BSN）               | 16:00 - 16:10 | 「ゆうWAVE」（月曜 - 木曜）内 「中田エミリーのとりあえず生で!」（金曜）内 |
| 関西広域圏     | ラジオ大阪（OBC）             | 16:08 - 16:18 | 「高岡美樹のべっぴんラジオ」内                                            |
| 宮城県         | 東北放送（TBC）               | 16:20 - 16:30 |                                                                           |
| 秋田県         | 秋田放送（ABS）               | 16:20 - 16:30 |                                                                           |
| 静岡県         | 静岡放送（SBS）               | 16:25 - 16:35 | 「GOGOワイドらぶらじ」内                                                  |
| 山形県         | 山形放送（YBC）               | 16:30 - 16:40 |                                                                           |
| 長野県         | 信越放送（SBC）               | 16:30 - 16:40 | 「情報わんさかGO!GO!ワイド らじ☆カン」内                                  |
| 長崎県・佐賀県 | 長崎放送（NBC） NBCラジオ佐賀 | 16:30 - 16:40 |                                                                           |
| 青森県         | 青森放送（RAB）               | 16:35 - 16:45 |                                                                           |
| 愛媛県         | 南海放送（RNB）               | 16:35 - 16:45 | 「ニュースな時間」内                                                      |
| 山梨県         | 山梨放送（YBS）               | 16:39 - 16:50 |                                                                           |
| 宮崎県         | 宮崎放送（MRT）               | 16:40 - 16:50 |                                                                           |
| 鹿児島県       | 南日本放送（MBC）             | 16:40 - 16:50 |                                                                           |
| 北海道         | STVラジオ                     | 16:45 - 16:55 | 「情報アライブ」内                                                        |
| 沖縄県         | ラジオ沖縄（ROK）             | 16:45 - 16:55 | 「Island Today!」内                                                       |
| 岩手県         | IBC岩手放送                   | 16:50 - 17:00 |                                                                           |
| 富山県         | 北日本放送（KNB）             | 16:50 - 17:00 |                                                                           |
| 福井県         | 福井放送（FBC）               | 16:50 - 17:00 |                                                                           |
| 和歌山県       | 和歌山放送（wbs）             | 16:50 - 17:00 |                                                                           |
| 岡山県         | 山陽放送（RSK）               | 16:50 - 17:00 |                                                                           |
| 島根県・鳥取県 | 山陰放送（BSS）               | 16:50 - 17:00 |                                                                           |
| 香川県         | 西日本放送（RNC）             | 16:50 - 17:00 |                                                                           |
| 高知県         | 高知放送（RKC）               | 16:50 - 17:00 |                                                                           |
| 徳島県         | 四国放送（JRT）               | 16:50 - 17:00 |                                                                           |
| 大分県         | 大分放送（OBS）               | 16:50 - 17:00 |                                                                           |
| 熊本県         | 熊本放送（RKK）               | 16:50 - 17:00 | 「小松士郎のラジオのたまご」内                                            |

### 自主制作で放送している局（CMのみネット）
| 放送対象地域 | 放送局名           | 放送時間      | 備考                                                                     |
| ------------ | ------------------ | ------------- | ------------------------------------------------------------------------ |
| 東海広域圏   | 東海ラジオ（SF）   | 16:21 - 16:30 | 「山浦・深谷のヨヂカラ!」内                                              |
| 福岡県       | KBCラジオ          | 16:35 - 16:50 | 「TOGGY's AHEAD!」内                                                     |
| 関東広域圏   | ニッポン放送（LF） | 16:22 - 17:15 | 「草野満代 夕暮れWONDER4」（月曜 - 木曜）内 「金曜ブラボー。」（金曜）内 |

### 過去に放送していた局（CMのみネット）
| 放送対象地域 | 放送局名        | 放送時間      | 備考                                                                        |
| ------------ | --------------- | ------------- | --------------------------------------------------------------------------- |
| 広島県       | 中国放送（RCC） | 16:05 - 16:15 | 開始当初 - ネット中止時期不明 ※CMは放送している（16:00頃と16:10頃に放送）。 |

ネットしていない北陸放送もCMのみ放送している。

## 歴代パーソナリティ
- 波多江孝文（当時ニッポン放送アナウンサー、1998年10月～2000年3月）
- 桜庭亮平（当時ニッポン放送アナウンサー、現：フジテレビアナウンサー、2000年4月～2001年9月）
- 吉田尚記（ニッポン放送アナウンサー、2001年10月～2003年9月）
- 西田夏（吉田のアシスタント）
- カン・ダヒョン（初登場週のみ吉田のアシスタント、それ以降は淵沢のアシスタント）
- 淵沢由樹（初登場週のみ吉田のアシスタント、2003年10月～2004年3月はメイン）
- 斎藤陽子（2004年4月～2009年3月27日）
- 新保友映（ニッポン放送アナウンサー、2009年3月30日～2013年8月30日、2014年6月30日～2015年9月25日）
  - 那須恵理子（当時ニッポン放送アナウンサー、新保の代理。2012年11月26日～12月7日）
  - 増山さやか（ニッポン放送アナウンサー、新保の代理、2013年9月2日～2014年6月27日）
- 増田みのり（当時ニッポン放送アナウンサー、2015年9月28日～最終回）

## その他
- 2世代前まではマツダ提供の「ほっと一息裕子です」（出演：名取裕子）（さらに前身は「山城新伍の新伍一番勝負」、前々身は「財津一郎・男の純情」）を当時の夕方ワイド番組「鶴光の噂のゴールデンアワー」内で放送していたが、スポンサーのマツダがPTに移行、さらにはアサヒビールがメインスポンサーとなり、後コーナーに「田中美和子のどーですか、みなさん!」として同様放送した。しかしネット局が1週遅れの放送だったため、その後コーナー自体がニッポン放送のみの放送となり、全国ネットの歌謡曲紹介番組だった「円蔵の歌謡一直線」（DJ・8代目橘家圓蔵、提供・養命酒製造）とネット枠を統合、「歌謡一直線」の路線を引き継いだ、ネット局向けの「どうですか歌謡曲」が始まった。
- 番組開始当初は「はた金のどうですか歌謡曲」、桜庭亮平の時は「桜庭亮平の-」、吉田尚記の時は「吉田尚記の-」と、歴代のパーソナリティの名前を冠タイトルとして放送したが、それ以降は現在のタイトル（冠なし）になっている。
- なお、「男の純情」→「新伍一番勝負」→「ほっと一息裕子です」のトーク路線は、文化放送の「吉田照美 飛べサル名曲商店街」のネット局拡大で実質継承している。

## 関連番組
- ミュージックスクランブル